# Schulter
Als Schulter wird bei Wirbeltieren einschließlich des Menschen die Körperregion um die Schultergelenke bezeichnet. Sie besteht aus den Knochen des Schultergürtels, dem Kopf des Oberarmknochens und den sie umgebenden Weichteilen.
Die Schulter wird in der Anatomie in vier Regionen unterteilt:
- vordere Schultergegend (Trigonum clavipectorale, das mit Schlüsselbein und Brustmuskel gebildete Dreieck),
- seitliche Schultergegend (Regio deltoidea, Gebiet des Deltamuskels),
- hintere Schultergegend (Regio scapularis, Gebiet des Schulterblatts) und die
- Achselhöhle.

Die vordere Schultergegend gehört zur Brust, die hintere zum Rücken.
Menschen tragen mitunter Schulterbesatz.